# Philip Cooney
Philip A. Cooney (1959. július 16. –) amerikai ügyvéd, lobbista, politikai személy. Ügyvéd és lobbista volt az Amerikai Kőolaj Intézetben (American Petroleum Institute), mielőtt csatlakozott a George W. Bush adminisztrációhoz, a Környezetvédelmi Tanácsának vezetőjévé választotta meg Bush Cooney-t.

## Pályafutása
Philip Cooney (olajtermelő lobbi tagja) volt Bush egyik jobbkeze. Eltávolította és megmásította az éghajlatkutatás eredményeit, így minimalizálta a klímaváltozáshoz fűződő aggodalmakat.
Átszerkesztett, illetve megsemmisített felmelegedésről szóló tanulmányokat, köztük az IPCC tíz évet átfogó, már megszerkesztett, Bush felkérésére készült tanulmányával, a Nemzeti Tudományos Akadémia (NAS), a Nemzeti Óceán- és Légkörkutatási Hivatal (NOAA) és a NASA tanulmányaival. Ezen intézkedések egyik terméke, hogy az IPCC jelentéseit konzervatívnak mondhatjuk, az IPCC a változásokról nagyon óvatosan nyilatkozik. Többek között azért, mert nem kerülhetnek bele a jelentésbe a környezeti válság súlyosbodó tényeiről szóló részek. Tompított élű jelentések látnak napvilágot.
2002 szeptemberében a Fehér Ház adta ki a Környezetvédelmi Hatóság (Environmental Protection Authority) éves jelentését, amelyből hiányzott az éghajlatváltozással foglalkozó fejezet teljes egésze.  
Miután a botrány kiderült, hogy globális felmelegedési válságról szóló cikkeket Philip Cooney megmásította, lemondott. Másnapra az Exxon Mobil olajcég egyik vezetői posztját kapta meg. Mindez 2005-ben történt. 
Henry Waxman demokrata képviselő elismerte, hogy a Fehér Ház valószínűleg szervezett akció keretében keltett bizonytalanságot a klímaváltozási vitában. 
James Hansent – aki egyike volt az első tudósoknak, akik már az 1980-as években megkongatták a vészharangot a felmelegedéssel kapcsolatban – a NASA felsőbb vezetői egy alkalommal egész egyszerűen eltanácsoltak attól, hogy nyilatkozzon az NPR rádiónak az ügyben.

## Lásd még
- Manipuláció

## Külső hivatkozások
- Klimatológiáról (2007)
- Philip A. Cooney
- New York Times riport Cooney lemondásáról